# كولين موس
كولين موس (بالإنجليزية: Cullen Moss)‏ هو ممثل أمريكي، ولد في 24 أغسطس 1981 في كارولاينا الشمالية في الولايات المتحدة.

## أعمال

### أفلام
- (2004) دفتر الملاحظات[4]
- (2008) الحياة السرية للنحل[5]
- (2010) عزيزي جون[6][7]
- (2011) طلب العدالة
- (2012) حياة تيموثي غرين الغريبة
- (2013) 42[8][9]
- (2013) آيرون مان 3[10][11][12]
- (2013) سارق الهوية[13]
- (2013) ملاذ آمن[14]
- (2014) 99 منزل
- (2016) شخصيات مخفية[15][16][17]

### مسلسلات
- الموتى السائرون

## وصلات خارجية
- كولين موس على موقع IMDb (الإنجليزية)
- كولين موس على موقع أول موفي (الإنجليزية)
- كولين موس على موقع قاعدة بيانات الأفلام السويدية (السويدية)
- كولين موس على موقع قاعدة بيانات الفيلم (الإنجليزية)
- كولين موس على موقع كينوبويسك (الروسية)